# 鳥坂城 (阿波国)
鳥坂城（とっさかじょう）は、徳島県石井町の茶臼山にあった日本の城。別名は茶臼山城。

## 歴史
気延山から北へ派生した標高75mの茶臼山に築かれており、現在は遊歩道が整備されている。
築城年代は定かではないが伝承としては1186年（文治2年）に佐々木経高によって築かれたのが始まりとされる。
阿波国・淡路国・土佐国の守護となった経高が阿波国の拠点として築いたが、 承久の乱の後は佐々木氏に代わって小笠原長清が阿波国守護となり、長清は佐々木氏の籠る鳥坂城を攻め佐々木氏を排除した。